# ルーシャス・フォックス
ルーシャス・フォックス （英: Lucius Fox）は、DCコミックスの出版するアメリカンコミック『バットマン』に登場する架空の人物。レン・ウェイン、ジョン・カルナンによって創造され、“Batman"＃307（1979年）で初登場した。バットマンのテクノロジーを全面的にサポートする研究開発者である。

## 概要
バットマンはこれまでどうやってバットモービルや各種飛び道具を手に入れていたのかという読者からの疑問によって1979年に新たに作られたキャラクターであり、『007』シリーズのQを元にして想像された。またコミックでは、メインキャラクターはそれまではヴィランを含めて白人が占めていたが、はじめて明確に黒人として描かれたキャラクターでもある。コミックでは眼鏡をかけている。普段はウェイン産業のビジネスは全てブルース・ウェインから託されているが、バットマンとして活躍する際は、兵器開発の仲介から、自ら開発するまでに至っている。

## 実写作品

### 映画
『バットマン ビギンズ』(2005年) 『ダークナイト』(2008年) 『ダークナイト ライジング』 (2012年)
演 - モーガン・フリーマン、日本語吹替 - 池田勝、坂口芳貞　他

### ドラマ
『GOTHAM/ゴッサム』 (2014年-現在)
演 - クリス・チョーク、日本語吹替 - 藤沼建人

## アニメ
バットマン (アニメ)
声優はブロック・ピーターズ。日本語版は増岡弘→峰恵研。
名前はルシアス・フォックスとなっている。